# Ramah in Beniamino
Ramah (dall'ebraico: "altezza")  fu, secondo la Bibbia Ebraica, una città nell'Israele antico nella terra assegnata alla tribù di Beniamino. Si trovava vicino a Gabaon e Mizpah a ovest, Gabaa a sud e Geba a est. Essa è stata identificata con l'attuale Al-Ram, a circa 8 km a nord di Gerusalemme.

## Racconti biblici
La città è menzionata per la prima volta in 18:25, vicino a Gibeah di Beniamino. Nel Libro dei Giudici, un Levita giunge viaggiando a Gibeah, con Ramah proprio dietro (19:11-15).
Ramathaim-zophim è la città che fu patria della madre di Samuele, Anna e di suo padre Elkana, dalla quale essi viaggiarono verso il santuario di Silo, dove Anna pregò Iddio affinché ponesse termine alla sua sterilità e le facesse avere un figlio (1:1). Ramah è citata in 8:4 in riferimento al luogo d'incontro durante il regno di Samuele.
Ramah fu successivamente fortificata da Baasa, re del Regno del Nord, per controllare l'accesso a Gerusalemme (15:17-22; 16:1-6). Asa, re del regno meridionale di Giuda, utilizzò con successo Ben-Hadad, il re siriano, per attaccare Baasha nella sua città e portò via le sue forze da questa città (15:18). Il racconto biblico sostiene che le fortificazioni furono successivamente smantellate per decreto del re Asa e i relativi materiali usati per fortificare le difese di Giuda vicino a Geba e a Mizpah (15:22; 16:6).
Quando Gerusalemme fu distrutta dai Babilonesi, coloro che furono presi prigionieri furono riuniti a Ramah prima di essere trasferiti a Babilonia (Geremia, 40:1; vedi Esilio babilonese).
Geremia disse:
Una voce si ode da Ramah,

lamento e pianto amaro,

Rachele piange i suoi figli,

rifiuta di essere consolata,

perché non sono più.
Rachele – l'antenata delle tre tribù di Ephraim, Manasse e Beniamino – aveva talmente desiderato dei figli che si considerava morta senza di loro (30:1 NKJV). Geremia disse che lei stava figurativamente piangendo a causa della gente uccisa o presa prigioniera. E poiché era la madre di Beniamino, questo era corretto poiché quelli in Ramah erano beniamiti.
Nel Nuovo Testamento, Ramah è citata nel Vangelo secondo Matteo (Matteo, 2:18), dove si afferma che la profezia di Geremia a proposito di Rachele ricevette "una seconda conferma" con la strage degli innocenti compiuta durante il regno di Erode:
Allora si adempì quello che era stato detto per mezzo del profeta Geremia:
Un grido è stato udito in Ramah,
un pianto e un lamento grande;
Rachele piange i suoi figli
E non vuole essere consolata,
perché non sono più.